# Can Farga
Can Farga és una obra del municipi d'Anglès (Selva) inclosa en l'Inventari del Patrimoni Arquitectònic de Catalunya.

## Descripció
Es tracta d'un edifici de dues plantes (soterrani i primer pis) i coberta de dues aigües a façana. El conjunt arquitectònic estava format per dos cossos rectangulars, una era i una bassa que recollia, mitjançant un rec, l'aigua de la riera d'Osor.
El soterrani consta de dues obertures rectangulars i de la gran escala de rajols que permet pujar al pis principal.
El primer pis conserva els emmarcaments de forma similar als originals. La porta principal és de mig punt amb dovelles mitjanes, poc treballades i netejades o noves. La finestra de permòdols de la part dreta està emmarcada de pedra. La finestra del centre de la façana també és emmarcada de pedra i té l'ampit i els brancals treballats.
La teulada s'ha reformat reutilitzant les teules de l'antiga masia.